# Pavel Konvička
Pavel Konvička (Olomouc, Checoslovaquia, 25 de marzo de 1952) es un deportista checoslovaco que compitió en remo. Ganó una medalla de bronce en el Campeonato Mundial de Remo de 1977 y una medalla de plata en el Campeonato Europeo de Remo de 1973.

## Palmarés internacional
| Campeonato Mundial | Campeonato Mundial       | Campeonato Mundial | Campeonato Mundial |
| Año                | Lugar                    | Medalla            | Prueba             |
| ------------------ | ------------------------ | ------------------ | ------------------ |
| 1977               | Ámsterdam (Países Bajos) | Medalla de bronce  | Cuatro sin timonel |
| Campeonato Europeo |                          |                    |                    |
| Año                | Lugar                    | Medalla            | Prueba             |
| 1973               | Moscú (URSS)             | Medalla de plata   | Ocho con timonel   |